# Okres Fonyód
Okres Fonyód (maďarsky Fonyódi járás) je jedním z osmi okresů maďarské župy Somogy. Jeho centrem je město Fonyód.

## Sídla
V okrese se nachází celkem 21 měst a obcí.
Města
- Balatonboglár
- Balatonlelle
- Fonyód
- Lengyeltóti

Obce
- Balatonfenyves
- Buzsák
- Gamás
- Gyugy
- Hács
- Karád
- Kisberény
- Látrány
- Ordacsehi
- Öreglak
- Pamuk
- Somogybabod
- Somogytúr
- Somogyvámos
- Somogyvár
- Szőlősgyörök
- Visz